# Любонь
Лю́бонь (пол. Luboń) — город в Польше в Великопольском воеводстве. Расположен на левом берегу реки Варта. На севере граничит с городом Познань, на юге с Великопольским Национальным парком. Площадь города 13,5 км².
Население Любони по данным 2019 года составляет 31 941 чел.

## История
Город был образован в 1954 году в результате объединения деревень Любонь, Лесок и Жабиково. Первые упоминания деревни Жабиково относятся к 1283 году.
В начале 18 века после разрушительных войн и мора деревню Любань по приглашению властей заселили немцы.

Из постановления властей г. Познани (1719 год):
«Да будет известно каждому, кому ныне и на будущие времена надлежит знать. Среди наших имений есть деревня, называемая Любонь, которую в недавние годы разорила и обезлюдела шведская война и разные вторжения, к чему добавилось моровое поветрие, каковое господь бог наслал на весь город Познань с окрестностями в 1709 году. Мы предприняли старания, чтобы она снова могла процветать, и для привлечения людей издали объявление с указанием срока льготных лет. Нашим властям было подано прошение неких пришлых немецких, чужеземных, свободных людей, из голодающих краев, которые ищут себе пропитания. Они выбрали себе место для поселения в названном имении Любони. Удовлетворив их прошение, мы разрешили тем немецким людям селиться и строиться в той нашей деревне Любони, отдав им надлежащие земли, пашни, луга, пастбища, заросли — с обязательством [несения] всех тягот, что положены крестьянам. Для блага всего города мы описываем, как они должны будут жить и какие нести тяготы…
Поскольку они просили вместо барщины ежегодно платить деньгами и обязались с каждого полнонадельного хозяйства выплачивать по 50 тынфов 20, то по истечении вольных трех лет должны платить долями: первая доля 25 тынфов и вторая такая же… Мы предписываем также обычный чинш с каждого хозяина…»— Polskie ustawy wiejskie XV—XVIII w. Krakow, 1938. S. 220—222, пер. В. А. Якубского.
Во время второй мировой войны в Жабиково находился нацистский концентрационный лагерь. Фактически это был перенесённый лагерь с Форта VII.

## Города-побратимы
- Рюдерсдорф